# Teoria del campo

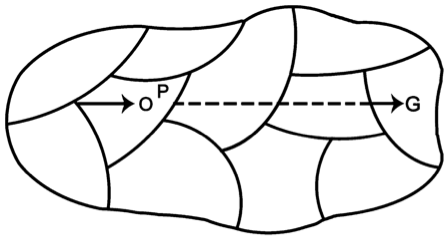
Rappresentazione topografica della teoria. P rappresenta la persona, G i suoi obiettivi (goal).

La teoria del campo  è una teoria psicologica di matrice gestaltica, nella quale l'attenzione ai processi percettivi, tipica di tali teorie, viene estesa da Kurt Lewin fino ai processi sociali e di gruppo.

## Descrizione
La teoria del campo sostiene che la percezione di un campo di fiori d'estate varia in base all'individuo che lo osserva. Ad esempio, un passeggiatore domenicale si soffermerà ad osservare l'ambiente e a percepirne gli stimoli, osservando anche il grande spazio attorno a lui, mentre per un soldato il campo di fiori diventa un campo di battaglia, e il suo unico obiettivo è quello di fuggire e di salvarsi, quindi la percezione dello spazio si riduce, per esempio, ad un cespuglio dove potrà nascondersi. Infatti la teoria sostiene anche che la percezione dell'ambiente circostante e degli stimoli che ci fornisce, varia in base all'individuo, allo stato d'animo e alla situazione in quel determinato momento.

## Gruppi sociali
Il campo è anche inteso quale metodo psicologico di analisi dei fenomeni sociali, visti nella loro interdipendenza. 
La teoria prevede l'esistenza di uno spazio psicologico dove sono presenti dei comportamenti (C) che sono funzione degli spazi di vita delle persone (S) formati dalle persone (P) e dagli ambienti (A): 
{\displaystyle C=f(PA)}
Le situazioni psicologiche vengono analizzate e valutate in relazione al contesto di riferimento, nel quale agiscono delle forze, rappresentabili graficamente, le quali sono in grado di agevolare od ostruire il costituirsi di determinati modelli di comportamento e di condotta.
In ambito della Gestalt, il gruppo è definito in termini di interdipendenza tra le parti, in esso la totalità è più della semplice somma dei singoli elementi costitutivi e può essere qualcosa di diverso. La teoria del campo afferma l'esistenza di forze contrastanti all'interno dei gruppi sociali. Queste forze tendono verso un equilibrio quasi stazionario, che caratterizzano il gruppo ad un certo stile di vita. 
Questo modo di vedere il gruppo portò a delle conseguenze che introdussero il tema del cambiamento sociale: la tendenza all'equilibrio del gruppo costituisce una resistenza quando si vuole effettuare un cambiamento; le situazioni in cui è più facile cambiare un comportamento sono quelle di confronto di gruppo, piuttosto che il confronto con il singolo individuo. Le situazioni di interazione collettiva creano un maggior grado di coinvolgimento sociale e un maggior consolidamento delle decisioni prese.
Ci sono dei riflessi di psicologia dell'età evolutiva. Importante per la teoria del campo è appunto il luogo in cui il bambino si sviluppa, in quanto attraverso l'ambiente egli sarà in grado di sviluppare dei valori, delle norme, e anche delle resistenze.